# Enciclopedia Chilena
Enciclopedia Chilena fue un proyecto de enciclopedia desarrollado en Chile entre 1948 y 1971 por parte de la Biblioteca del Congreso Nacional y que buscaba compilar toda la información relacionada con distintos aspectos del país. Si bien se estimaba la publicación de su primera edición en 1964, que consistiría en 16 volúmenes, diversas dificultades llevaron a su postergación y posterior cancelación del proyecto en enero de 1971.

## Historia
El proyecto comenzó a gestarse a principios de los años cuarenta, como iniciativa de Jorge Ugarte Vial, director de la Biblioteca del Congreso Nacional, siendo presentado en 1943 ante las autoridades del Senado, Arturo Alessandri y de la Cámara de Diputados, Juan Antonio Coloma Mellado. Esta iniciativa obtuvo desde sus inicios gran apoyo por parte de connotados congresistas. La creación, en consecuencia, de la Editorial Jurídica de Chile, en 1945, permitió asegurar los medios jurídicos y financieros apropiados para poner en marcha el proyecto. Tiempo después, en junio de 1949, Jorge Ugarte fue nombrado Director Ad-Honores de la Enciclopedia Chilena manteniendo su calidad como miembro del Consejo Editorial y Gerente General de la Editorial Jurídica de Chile.
La Enciclopedia definió sus objetivos y trascendencia como proyecto nacional de características fundacionales en lo que a recopilación documental se refiere y planeado con criterio científico, en cuanto la rigurosidad de sus investigaciones y orientado a proporcionar beneficios concretos para el desarrollo del país.
El proyecto “Enciclopedia Chilena” entrañaba matices nuevos en Chile y Latinoamérica hasta aquel entonces, no solo por su amplia cobertura en áreas como ciencias, geografía y economía, sino también por lo que representaba como proyecto de inspiración nacional y de orientación al desarrollo. Así queda manifestado en los Anales de la Facultad de Derecho de la Universidad de Chile en 1950:

Abandonando los cánones clásicos, esta enciclopedia no es una mera síntesis de todo lo conocido y escrito sobre Chile en sus aspectos físico, geográfico, económico, social, histórico, artístico, jurídico; su alcance es, más amplio y profundo, pues también recoge lo hasta hoy ignorado, señala perspectivas e insinúa soluciones. La importancia nacional del gigantesco trabajo es incalculable; para conocer bien el rostro y el alma de Chile, desde fuera y desde adentro, el instrumento más útil ha de ser la "Enciclopedia Chilena".

Al referirse al carácter inédito de la Enciclopedia Chilena, los gestores del proyecto, hacían alusión a la acepción primigenia del concepto enciclopédico, es decir, a la realización de una obra que desarrollase todas aquellas materias necesarias para el desarrollo humano y ciudadano.
La gran cantidad de estudios relativos al área de desarrollo económico y político se mezcló con temáticas anexas como lexicografía, iconografía o deportes, que a su vez serían de apoyo al cuerpo central de la obra. La organización metodológica dio como resultado un conjunto de artículos que variaban en su profundidad y acercamiento a las materias tratadas, dividiéndose en tres tipos de artículos: básicos, analíticos y de tecnicismos. 
De esta manera se realizaron entre 75 y 80 mil artículos o voces relacionados con temas geográficos y económicos; 17 mil con ciencias naturales y alrededor de 35 mil de materias diversas: historia, educación, política y áreas de desarrollo nacional.
La Enciclopedia se constituyó como un proyecto de recopilación de antecedentes especializados, particularmente en el área de geografía y economía, como lo consigna el Censo Económico General de 1943, cuyos antecedentes se mantuvieron bajo la administración de la Enciclopedia Chilena, como documentación de referencia para futuros estudios: Asimismo, el proyecto brindó colaboración a funcionarios y técnicos de diversos organismos públicos como la CORFO y sus subdivisiones, la Empresa Nacional de Fundiciones, y el Instituto de Investigaciones Geológicas.
La enorme envergadura del proyecto y, por tanto, las inéditas dificultades por las que tuvo que navegar, además de la lentitud en culminar y finalizar las investigaciones, junto con cuestionamientos respecto de los recursos involucrados durante más de 20 años de realización, fueron obstruyendo el éxito de la obra.
Finalmente, el Consejo Editorial acordó en enero de 1971, la suspensión indefinida de los proyectos pendientes poniendo fin al proyecto de la Enciclopedia Chilena.
Hacia fines de 1979 la Editorial Jurídica de Chile entregó las últimas cajas con material de la Enciclopedia Chilena a la biblioteca del Congreso Nacional, lugar en que se mantuvo almacenada la documentación hasta 2007, en que un nuevo proyecto recuperó el material, lo organizó de acuerdo a las orientaciones originales, se realizó un proceso de conservación y, con el objeto de compartir el material con la comunidad, se digitalizó una muestra seleccionada de algunos documentos. Los documentos correspondientes a partidos políticos fueron compartidos en Wikipedia y los correspondientes a zoología, biología y botánica fueron compartidos con el Museo Nacional de Historia Natural.

## Contenido
En total se trata de 3557 conjuntos de documentos que se distribuyen temáticamente de la siguiente forma:
| Secciones                               | Documentos | Secciones                | Documentos |
| --------------------------------------- | ---------- | ------------------------ | ---------- |
| Administración                          | 34         | Industria Minera         | 199        |
| Agricultura                             | 62         | Industrias               | 48         |
| Arqueología / Antropología / Etnología  | 16         | Ingeniería               | 38         |
| Arte                                    | 4          | Lexicografía             | 254        |
| Biografías                              | 161        | Literatura               | 9          |
| Botánica                                | 141        | Medicina                 | 48         |
| Deportes                                | 8          | Medicina Veterinaria     | 4          |
| Derecho                                 | 28         | Mineralogía              | 51         |
| Economía                                | 5          | Naufragios               | 28         |
| Educación                               | 93         | Obras Públicas           | 26         |
| E. Ch. -- Gestión del Proyecto Original | 291        | Partidos Políticos       | 3          |
| E. Ch. -- Respaldo                      | 148        | Políticos – Chile        | 45         |
| Energía                                 | 11         | Publicaciones Periódicas | 17         |
| Etimología                              | 42         | Química                  | 15         |
| Filosofía                               | 17         | Recortes de Prensa       | 1          |
| Folklore                                | 13         | Religión                 | 17         |
| Ganadería                               | 51         | Sociología               | 18         |
| Geografía                               | 1326       | Transporte               | 15         |
| Geología                                | 27         | Zoología                 | 179        |
| Historia                                | 64         | TOTAL                    | 3557       |